# Елісон Семенца
Елісон Семенца-Кінґ (англ. Alison Semenza King) — американська продюсерка та кінооператорка.

## Життєпис
Елісон Семенца народилася в Каліфорнії. У 1992-1996 роках навчалася в Школі кінематографічного мистецтва Південно-Каліфорнійського університету.

## Фільмографія
| Рік  |    | Українська назва                   | Оригінальна назва                   | Роль                             |
| ---- | -- | ---------------------------------- | ----------------------------------- | -------------------------------- |
| 2018 | ф  | Швидкий колір                      | Fast Color                          | виконавча продюсера              |
| 2018 | ф  | Назавжди моя дівчина               | Forever My Girl                     | виконавча продюсерка             |
| 2018 | ф  | Собачі дні                         | Dog Days                            | продюсерка / виконавча продюсера |
| 2011 | ф  | Ігри вбивць                        | Assassination Games                 | продюсерка                       |
| 2009 | тф | Анаконда 4: Кривавий слід          | Anacondas: Trail of Blood           | продюсерка                       |
| 2009 | ф  | Мистецтво війни 3: Відплата        | The Art of War III: Retribution     | продюсерка / виконавча продюсера |
| 2008 | тф | Анаконда 3: Потомство              | Anaconda 3: Offspring               | продюсерка                       |
| 2008 | ф  | Блідо-сине                         | Powder Blue                         | виконавча продюсера              |
| 2008 | ф  | Конспірація                        | Conspiracy                          | продюсерка                       |
| 2008 | ф  | Загублені хлопці: Плем'я           | Lost Boys: The Tribe                | виконавча продюсера              |
| 2007 | ф  | Дурні з Газзарду: Початок          | The Dukes of Hazzard: The Beginning | виконавча продюсерка             |
| 2007 | ф  | Широко крокуючи 2: Розплата        | Walking Tall: The Payback           | продюсерка                       |
| 2006 | ф  | Війна Коннорса                     | Connors' War                        | продюсерка                       |
| 2006 | ф  | Детонатор                          | The Detonator                       | виконавча продюсерка             |
| 2005 | ф  | Влучний стрілець                   | The Marksman                        | лінійна продюсерка               |
| 2005 | ф  | 7 секунд                           | 7 Seconds                           | лінійна продюсерка               |
| 2004 | ф  | Переслідуваний                     | Pursued                             | продюсерка                       |
| 2004 | ф  | Прокляття Комодо                   | Curse of the Komodo                 | продюсерка                       |
| 2003 | ф  | Іноземець                          | The Foreigner                       | лінійна продюсерка               |
| 2002 | ф  | У скрутному становищі              | Stranded                            | продюсерка                       |
| 2002 | ф  | Ні живий, ні мертвий               | Half Past Dead                      | лінійна продюсерка               |
| 2002 | ф  | Цунамі                             | Gale Force                          | продюсерка                       |
| 2002 | ф  | Зигзаг                             | Zig Zag                             | продюсерка                       |
| 2001 | ф  | Отруйний                           | Venomous                            | продюсерка                       |
| 2001 | ф  | Повітряна лють                     | Air Rage                            | продюсерка                       |
| 2001 | ф  | Критична маса                      | Critical Mass                       | продюсерка                       |
| 2001 | ф  | У вогні                            | Ablaze                              | продюсерка                       |
| 2001 | ф  | Твоя сусідська дружина             | Thy Neighbor's Wife                 | продюсерка                       |
| 2001 | ф  | Зелений дракон                     | Green Dragon                        | виконавча продюсерка             |
| 2000 | ф  | Безстрашний                        | Intrepid                            | асоційована продюсерка           |
| 2000 | ф  | Червоний агент                     | Agent Red                           | продюсерка                       |
| 2000 | ф  | Звуковий вплив                     | Sonic Impact                        | продюсерка                       |
| 2000 | ф  | Рейнджерс                          | Rangers                             | продюсерка                       |
| 2000 | ф  | Операція порятунку                 | Active Stealth                      | продюсерка                       |
| 2000 | ф  | Затоплений                         | Submerged                           | продюсерка                       |
| 1999 | ф  | Матуся-невидимка 2                 | Invisible Mom                       | продюсерка                       |
| 1999 | ф  | Хлопчик з рентгенівськими очима    | The Boy with the X-Ray Eyes         | продюсерка                       |
| 1998 | ф  | Мамо, можна вона залишиться у нас? | Mom, Can I Keep Her?                | продюсерка                       |
| 1997 | ф  | Проти закону                       | Against The Law                     | операторка                       |
| 1997 | ф  | Кривава утопія                     | Below Utopia                        | операторка                       |

## Нагороди та номінації
| Рік  | Премія               | Номінація                | Робота   | Результат |
| ---- | -------------------- | ------------------------ | -------- | --------- |
| 2003 | DVD Exclusive Awards | Найкраща прем'єра фільму | «Цунамі» | Номінація |